# Ruatapu
Ruatapu est l'un des ancêtres fondateurs de l'île d'Aitutaki que l'on retrouve dans la tradition orale transcrite dans la littérature orale polynésienne non seulement d'Aitutaki mais également de Rarotonga, Atiu et Mauke.  Sa descendance serait à l'origine des quatre titres d'Ariki d'Aitutaki, à savoir Vairuarangi Ariki, Tamatoa Ariki, Teurukura Ariki et Manarangi Ariki.
Sa migration aurait été précédée par celle de Ru et de Te Erui. De nombreux récits lui sont consacrés qui bien que parfois contradictoires, présentent néanmoins un certain nombre d'éléments communs et plus généralement une cohérence globale.

## Les origines de Ruatapu et son installation sur Aitutaki
Ruatapu serait originaire de Taputapuatea. Son père serait Uanuku et sa mère Raka Iora. Décidant de partir à la découverte d'autres îles, il construisit une pirogue qu'il baptisa "Te kare roa i tai". Après neuf jours de mer, il aperçut Rarotonga. Il fut reçu par Potiki Taua et s'installa à Avana. Il y épousa une certaine Uanuku Kaiatia avec qui il eut un fils Tamaiva. La famille s'installa à Matavera
Voyant qu'il y avait déjà des ariki sur l'île, Ruatapu  décida de partir à la recherche de nouvelles terres afin d'en faire sienne, laissant derrière lui sa femme et son fils. Il arriva à Tonga Tapu dont le chef était Kaukura. Il y prit pour épouse une certaine Tapotu ki Tonga avec qui il eut un fils qu'il dénomma Moenau. Lorsque celui-ci eut atteint l'âge adulte, il l'envoya à Rarotonga pour qu'il aille vivre avec son demi-frère Tamaiva. Néanmoins, celui-ci refusa de l'accueillir et lui proposa plutôt de s'installer plus au Nord à Mauke. 
Arrivé à Mauke, Moenau fut tout d'abord bien accueilli par la population. Il y prit pour épouse Te Kaumarokura avec qui il eut un fils Te Aukura Ariki ki Mauketau. Plus tard Moenau fut tué à la suite d'un conflit avec le clan des pêcheurs de l'île.
Souhaitant avoir des nouvelles de ses deux fils, Ruatapu se rendit à Rarotonga où Tamaiva, son aîné lui apprit que Moenau était parti pour Mauke. Arrivé à Mauke, il y apprit la mort de son fils et extermina ses assassins.  Ruatapu partit ensuite pour Atiu, laissant son petit-fils qui ne souhaitait pas l'accompagner à Mauke. 
À Atiu, le chef de l'île, Renga, l'accueillit avant de lui offrir deux kura et quelques noix de coco. Continuant son chemin plus à l'ouest, Ruatapu découvrit alors l'atoll Manuae où il  passa quatre jours. Il y planta les noix de coco et libéra les oiseaux avant de repartir. 
Il arriva finalement en vue de l'île d'Aitutaki et s'installa à Vaitupa au nord-Ouest de l'île. L'ariki d'Aitutaki était alors Taruia qu'il finit par chasser à la suite d'un subterfuge. Taruia dut s'enfuir à Tongareva (Penrhyn).

## La descendance de Ruatapu
À Aitutaki, Ruatapu prit pour femme une certaine Tutunoa avec qui il eut trois fils et une fille : Kirikava (m), Te Urutupui (m), Tongirau (f) et Touketa (m). L'aîné Kirikava devait lui succéder au titre d'Ariki d'Aitutaki tandis qu'il envoya le second Te Urutupui à Manuae pour qu'il en devienne le chef. 
À Kirikava succéda son petit-fils Maeva Kura. C'est à l'époque de Maeva Kura qu'Aitutaki connut une invasion en provenance de l'est, celle des Aitu. Étant avancé en âge, il fit alors appel à Marouna,  l'un de ses petits-fils né de sa fille Maine Maraeura et d'un Rarotongien Te I'i-ma-te-tapua. Marouna vainquit les Aitu et succéda à son grand-père. 
Les quatre Ariki actuel d'Aitutaki descendent tous de Marouna (voir l'article qui lui est consacré).

## Généalogie de Ruatapu jusqu'à Marouna
(En gras les successeurs de Ruatapu au titre d'Ariki d'Aitutaki)
Ruatapu (m) a trois épouses Uanuku-kaiatia, Tapotu ki Tonga et Tutunoa 
- Tamaiva (m) issu de l'union entre Ruatapu et Uanuku-kaiatia (f) (descendance sur Rarotonga)
- Moenau (m) issu de l'union entre Ruatapu et Tapotu ki Tonga (f), s'installe à Mauke où il est tué
  - Te Aukura-ariki-ki-Mauke issu de l'union entre Moeanau  et Te Kaumarokura (descendance à Mauke)
- Kirikava (m) issu de l'union entre Ruatapu et Tutunoa. Il épouse Te Nonoioiva (f) [13]  et succède à son père comme ariki d'Aitutaki.
  - Maeva Rangi (m) épouse Te Kura I Oneroa (f) 
    - Maeva Kura (m) épouse Puriterei (f) succède à Kirikava comme ariki d'Aitutaki
      - Maine Maraeura(f) épouse un Rarotongien Te I'i-ma-te-tapuaj
        - Marouna (m) aide son grand-père  Maeva Kura à chasser les Aitu et lui succède au titre d'Ariki d'Aitutaki. 
          - Pour la suite de la généalogie voir l'article Marouna
- Te Urutupui (m) issu de l'union entre Ruatapu et Tutunoa. Il épouse Vaine-puarangi (f) [14] et s'installe à Manuae
- Tongirau (f) issue de l'union entre Ruatapu et Tutunoa. Elle épouse Te Araroa (m) 
  - Te Aunui-o-ota (m)…
- Touketa (m)issu de l'union entre Ruatapu et Tutunoa.